# Serapió d'Atenes
|  | Per a altres significats, vegeu «Serapió». |

Serapió d'Atenes (en llatí Serapion, en grec Σεραπίων) fou un poeta èpic grec.
Plutarc introdueix en un dels seus textos un poeta d'aquest nom nadiu d'Atenes en una explicació sobre perquè la Pítia va deixar de donar els oracles en vers. Un altre dels interlocutors del text de Plutarc compara els versos de Serapió amb els d'Homer i Hesíode, per la seva gràcia i el seu estil.
És sens dubte el mateix poeta que anomena Climent d'Alexandria que diu que va fer algunes referències sobre els oracles sibil·lins. Estobeu esmenta dos versos iàmbics d'un poeta de nom Serapió que podria ser el mateix personatge.